# 오선 (가수)
오선(1981년 4월 17일 ~ )은 대한민국의 가수이다.

## 학력
- 연변대학교 졸업

## 수상
- 2000년 중국연변진출

## 데뷔
- 2001년 1집 앨범 '조각구름'

## 음반
- 2001년 조각구름 / 제비가 돌아왔네